# Bündnis Junge Ärztinnen und Ärzte
Das Bündnis Junge Ärztinnen und Ärzte (BJÄ) ist eine Interessenvertretung des ärztlichen Nachwuchses in Deutschland, die 2013 unter dem Namen “Bündnis Junge Ärzte” gegründet wurde. Im Oktober 2022 wurde sie in “Bündnis Junge Ärztinnen und Ärzte” umbenannt.

## Aufgaben und Organisation
Das Bündnis setzt sich aus Vertretern verschiedener ärztlicher Fachgesellschaften und Berufsverbände zusammen und vertritt die Interessen junger Ärzte innerhalb ihrer jeweiligen Fachgesellschaften und Verbände wie auch innerhalb der Ärzteschaft im Allgemeinen.
Im Fokus des im Dezember 2013 in Berlin begründeten Bündnisses stehen eine Verbesserung der Patientenversorgung sowie die Gestaltung der Berufsbedingungen junger Ärzte.
Die Sprecher sind Regina Havenith, Andrea  Martini, Constanze Weber und Johannes Birtel. Dabei vertritt Regina Havenith die JuDerm, Andrea Martini die Junge DGIM, Constanze Weber die Junge Neurologie und Johannes Birtel die Young DOG. Das erweiterte Team löst damit die ehemaligen Sprecher Max Tischler (Junge Dermatologen im Berufsverband der Deutschen Dermatologen) und Clara Matthiessen (Junge DGIM) ab.

## Veröffentlichungen
In seinen Positionspapieren bezieht das BJÄ Stellung zu Herausforderungen wie der mit dem demografischen Wandel, dem medizinischen Fortschritt und dem steigenden Kostendruck der Kliniken einher gehenden Arbeitsverdichtung im Gesundheitswesen, der Vereinbarkeit von Familie und Karriere oder der Qualität der ärztlichen Weiterbildung.
Regelmäßig werden Zukunftspapiere (u. a. zum Thema Digitalisierung, Anwendung von Gesundheitsapps und Artifical Intelligence (AI)) veröffentlicht, da hierbei die Expertise der Digital Natives gefragt ist. In Arbeit ist ein Positionspapier zur Digitalisierung und Anwendung von Gesundheitsapplikationen. Um den Einfluss der Veränderungen im Gesundheitssystem auf die Arbeits- und Weiterbildungs-Bedingungen junger Ärzte sowie die Qualität der Patientenversorgung zu untersuchen, wurden von den Mitgliedern des BJÄ bundesweite Befragungen von in Weiterbildung befindlichen Assistenzärzten unterschiedlicher Fachrichtungen vorgenommen und publiziert.

## Beteiligte Fachgesellschaften und Berufsverbände
An dem Zusammenschluss beteiligt sind die Fachgesellschaften und Berufsverbände
- Deutsche Gesellschaft für Gynäkologie und Geburtshilfe
- Berufsverband Deutscher Internisten
- Deutsche Gesellschaft für Innere Medizin
- Deutsche Gesellschaft für Psychosomatische Medizin und Ärztliche Psychotherapie
- Assistenten-Portal der Deutschen Gesellschaft für Hals-, Nasen-, Ohrenheilkunde, Kopf- und Halschirurgie, Bonn
- Deutsche Gesellschaft für Anästhesiologie und Intensivmedizin
- Junge Dermatologen im Berufsverband der Deutschen Dermatologen
- Junge Neurologen
- Bundesverband Deutscher Pathologen
- Berufsverband der Deutschen Chirurgie
- Deutsche Gesellschaft für Chirurgie
- Deutsche Gesellschaft für Neurologie
- Deutsche Gesellschaft für Orthopädie und Unfallchirurgie
- German Society of Residents in Urology
- Bundesverband der Augenärzte Deutschlands
- Deutsche Ophthalmologische Gesellschaft
- Deutsche Gesellschaft für Kinder- und Jugendmedizin
- Die Hellsten Köpfe für die Radiologie
- Berufsverband Deutscher Anästhesistinnen und Anästhesisten
- Deutsche Gesellschaft für Klinische Chemie und Laboratoriumsmedizin
- Generation PSY – die Nachwuchsinitiative der DGPPN
- Berufsverband der Ärzte für Mikrobiologie, Virologie und Infektionsepidemiologie